# Acalyphes philorites
Acalyphes philorites är en fjärilsart som beskrevs av Turner 1925. Acalyphes philorites ingår i släktet Acalyphes och familjen mätare. Inga underarter finns listade i Catalogue of Life.